# La conclusión del sistema marxiano
La conclusión del sistema marxiano (en alemán: Zum Abschluss des Marxschen Systems) es una obra de Eugen von Böhm-Bawerk publicada originalmente en 1896, y cuya edición en español es del año 2000, en la que su autor introduce la noción de intensidad psíquica en el meollo mismo de la teoría del capital con el fin de poder dar una definición adecuada de conceptos económicos clásicos tales como la tasa o tipo de interés.

## Contexto
La obra de Böhm von Bawerk apareció primero en 1896, en Staatswissenschaftliche Arbeitern: Festgaben für Karl Knies, una colección de ensayos en honor al economista alemán Karl Knies. Más adelante en el mismo año sería publicada como una obra aparte, lánzandose una versión traducida al ruso en 1897 y otra traducida al inglés en 1898.

## Argumento
Eugen von Böhm-Bawerk fue un economista austriaco conocido por sus contribuciones a la teoría del capital y la crítica al socialismo, incluida la obra "La conclusión del sistema marxiano" (también conocida como "Crítica del socialismo"). En esta obra, Böhm-Bawerk examina y critica los fundamentos económicos y teóricos del socialismo, particularmente los argumentos presentados por Karl Marx.
En "La conclusión del sistema marxiano", Böhm-Bawerk cuestiona la teoría del valor trabajo de Marx, que sostiene que el valor de un bien se deriva del tiempo de trabajo necesario para producirlo. Böhm-Bawerk argumenta que el valor de un bien no está determinado únicamente por el trabajo incorporado en él, sino también por la utilidad subjetiva que los individuos atribuyen al bien. Según él, el valor de un bien se basa en la escasez relativa y la demanda subjetiva de los individuos. Böhm-Bawerk trata de contradecir los cuatro argumentos de Marx:
1. Aunque el promedio de los precios corresponde a un valor preciso, nada dice que este valor condiciona el promedio de los precios, o si, por el contrario, el valor de Marx no es más que un promedio; como contraejemplo, Böhm-Bawerk toma la longevidad de la vida de los animales, afirmando que todos los animales tienen la misma longevidad, se podría argumentar que las desviaciones en la longevidad de los diferentes animales se compensan entre sí y son en promedio iguales al valor fundamental de la vida, y por lo tanto que el valor fundamental de la vida es de hecho la longevidad de los animales.
2. Ningún economista cuestiona el hecho de que el tiempo de trabajo condiciona el precio, ya que este tiempo es un costo para el capitalista en forma de salarios. La cuestión no es si el trabajo es un factor en la formación de los precios, sino si es el factor.
3. Aunque Marx presenta el argumento histórico, Marx no menciona ningún ejemplo que apoye su punto. De hecho, incluso parecería que la historia confirma exactamente lo contrario: citando a Werner Sombart, afirma que esta inconsistencia entre el valor y el precio de los bienes ya estaba presente en los primeros tiempos del sistema capitalista, en un momento en que la asignación de capital aún no estaba suficientemente desarrollada.
4. Hay al menos otro factor independiente del valor del trabajo (salarios) que puede explicar una desviación en los precios después de la asignación de capital.El austriaco también le reprocha haber subestimado en gran medida el papel de la ley de la oferta y demanda; y de los "dones de la naturaleza" en la búsqueda de recuperar el valor de cambio:

- Según Böhm-Bawerk, el mercado tenía para Marx un papel insignificante, ya que es sólo el lugar donde la oferta y la demanda se compensan mutuamente, pero ante el enigma de la tasa media de ganancia, Marx se vio obligado a admitir que, de hecho, es el mercado el que tiene la última palabra sobre la formación de los precios. Su papel no es, por tanto, desdeñable, sobre todo porque Böhm-Bawerk especifica que la oferta y la demanda no se compensan, porque esto sería olvidar la oferta y la demanda que no pudieron ser satisfechas (por un precio demasiado alto o demasiado bajo), por lo que existe una cierta tensión en cualquier mercado.
- Por último, la teoría marxista no logra explicar el valor fundamental de los bienes naturales que aún no han sido explotados por el hombre, sin embargo, estos "dones de la naturaleza" tienen un papel importante en el comercio y en el intercambio entre dos bienes, por ejemplo, para la fertilidad del suelo, para la riqueza de las minas de carbón, para la madera de los bosques... Por lo tanto, el valor de cambio sería cualquier cosa menos reducible a la cantidad de trabajo socialmente necesario.

Además, Böhm-Bawerk critica la teoría de la explotación de Marx, que afirma que los capitalistas explotan a los trabajadores al apropiarse de una parte del valor creado por ellos. Según Böhm-Bawerk, esta teoría no tiene en cuenta el papel del capital y el riesgo asumido por los empresarios en la inversión y la creación de empleo. Argumenta que los salarios son determinados por la productividad del trabajo y la competencia en el mercado, y no por una explotación inherente al sistema capitalista.
En su crítica al socialismo, Böhm-Bawerk señala los problemas económicos y prácticos asociados con la propiedad colectiva de los medios de producción. Argumenta que en ausencia de la propiedad privada y el sistema de precios, no hay una forma efectiva de asignar recursos de manera eficiente, ya que no hay incentivos para la inversión, la innovación y la asignación racional de recursos. Además, destaca que la eliminación de la propiedad privada y los derechos de propiedad viola los principios de libertad individual y autonomía.
En resumen, "La conclusión del sistema marxiano" de Eugen von Böhm-Bawerk es una crítica detallada a los fundamentos económicos y teóricos del socialismo, especialmente la teoría del valor trabajo y la teoría de la explotación de Marx. Böhm-Bawerk argumenta que la teoría del valor subjetivo, la importancia de la propiedad privada y los incentivos del mercado son fundamentales para el funcionamiento eficiente de la economía y la creación de riqueza.

## Conclusión
Para la escuela austriaca, el socialismo será imposible y el papel de las instituciones no podrá quedar reducido al de mera superestructura ideológica. Pero, además, la crisis en la praxeología -fruto de un cúmulo cada vez mayor de evidencias de que la racionalidad plena no es posible pues los factores psicológicos, subjetivos, infestan por doquier todos los momentos de las acciones, pues no son las decisiones ya lo importante sino el curso de las elecciones que constituye una acción económica- que fundamentaba el paradigma clásico en Economía (la Teoría de la elección racional), dará lugar, al abrigo de planteamientos como el de los austriacos, a lo que se ha venido en llamar Nueva Economía Institucional (NEI), por un lado, y a algunas teorías locales pero no secundarias si se tiene en cuenta el papel central que la Escuela austriaca otorga al empresario –en concreto, la Teoría de los costes de transacción-.

## Recepción
La conclusión del sistema marxiano ha sido visto como una de las discusiones más importantes de las teorías económicas de Marx, junto con la La critica de Böhm-Bawerk a Marx de Rudolf Hilferding, una defensa de Marx contra Böhm-Bawerk. La obra se considera la crítica "clásica" del Capital. Hilferding contra las críticas de Böhm-Bawerk planteó que la teoría del valor-trabajo marxista "es una afirmación sobre las relaciones sociales que subyacen a los fenómenos del mercado, no un mero teorema sobre los precios". La mayoría de las críticas posteriores a la economía marxista han repetido los argumentos de Böhm-Bawerk.
El economista Peter Boettke atribuyó a Böhm-Bawerk la demostración de contradicciones internas entre la teoría del valor de Marx y su teoría de la distribución.
El economista marxista Ernest Mandel identifica a La conclusión del sistema marxiano como parte de una literatura, comenzando con el socialdemócrata alemán Eduard Bernstein, que critica el método dialéctico que Marx tomó prestado de Georg Wilhelm Friedrich Hegel como "inútil", "metafísico" o "desconcertante". Él culpa a Böhm-Bawerk y a los otros críticos por lo que él considera su "estrechez positivista".
El economista marxista Paul Sweezy rechaza la opinión de Böhm-Bawerk de que la teoría del valor debe ser abandonada. Sin embargo, considera que La conclusión del sistema marxiano es la mejor declaración del argumento de que el hecho de que la ley del valor no controle directamente en la producción capitalista requiere el rechazo de la teoría del valor.

## Otras lecturas
- Robinson, Joan (1950). «Karl Marx and the Close of his System». The Economic Journal (Oxford University Press (OUP)) 60 (238): 358-363. ISSN 0013-0133. doi:10.2307/2227061.